# Pernina
Pernina is een geslacht in de taxonomische indeling van de Amoebozoa. Deze micro-organismen hebben geen vaste vorm en hebben schijnvoetjes. Met deze schijnvoetjes kunnen ze voortbewegen en zich voeden. Pernina werd in 1992 ontdekt door El Kadiri, Joyon & Pussard.